# Чулышман
Чулышма́н — река в республике Алтай России. Впадает в озеро Телецкое.

## Этимология
Название реки происходит от двух древних тюркских слов чул — «река» и азман — «огромный, разливающийся», то есть Чулышман — «крупная, многоводная река».

## Гидрография

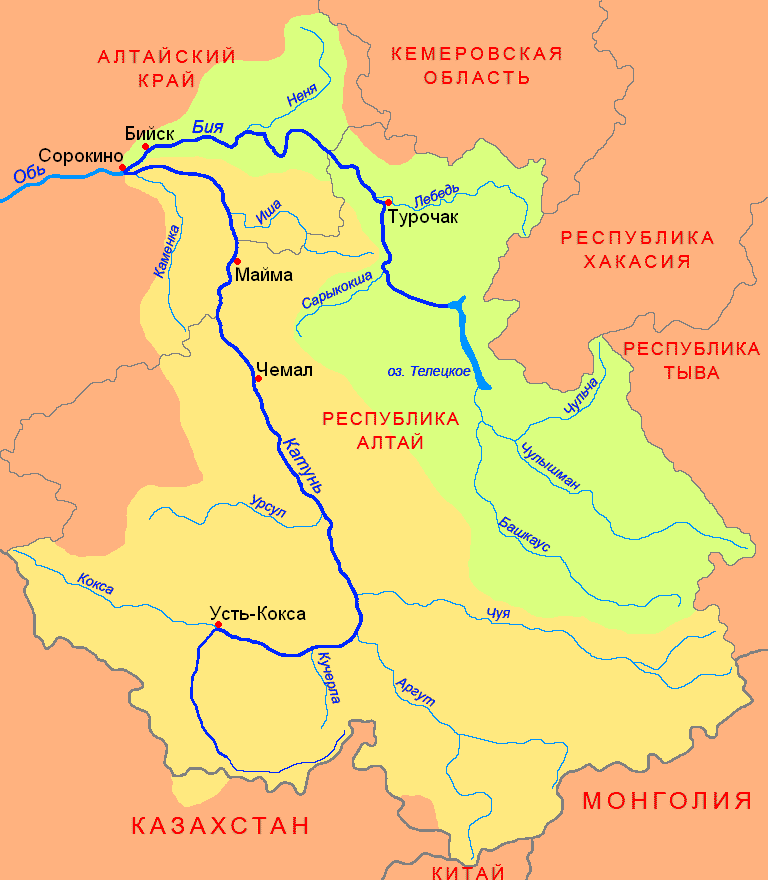
Бассейны Катуни и Бии

Вытекает из заболоченной местности к юго-востоку от высокогорного озера Джулукуль на высоте 2200 м, и впадает в озеро Телецкое, являясь крупнейшим его притоком. Длина — 241 км, площадь бассейна — 16 800 км². Расход воды — 158 м³/с. Ширина в среднем течении — 30—50 м, глубина — около метра. Вода холодная, мутноватая, с голубым или зелёным оттенком.
В двух с половиной километрах от впадения реки в озеро протекает Чулышманский источник (или Сероводородный чулышманский аржан), считающийся местным населением целебным и святым.
При впадении в озеро образует дельту с протокой Чебачья и островом Камаин, ставшего с конца XIX века одним из оазисов сибирского садоводства и виноградарства ввиду своего мягкого климата.
Протекает по малообитаемым местам. На Чулышмане расположены сёла Коо и Балыкча. Вдоль реки, через эти сёла, проходит автомобильная дорога от устья Чулышмана до перевала Кату-Ярык, и далее — через сёла Балыктуюль и Улаган в Акташ, с выходом на автодорогу М-52 «Чуйский тракт».

## Ихтиофауна
Река богата рыбой. В верховьях водятся хариус, алтайский осман и сибирский голец; в среднем течении — хариус, сибирский голец и подкаменщики; в низовьях — таймень, ускуч, сиг, хариус, щука, елец, окунь, налим и другие породы.

## Туристическое значение
Достопримечательность и одновременно самое трудное и опасное место этой дороги — перевал Кату-Ярык, подъём из долины реки Чулышман высотой более 800 метров. Река используется туристами для сплавов, категория сложности V—VI. На реке Чулышман, вблизи перевала Кату-Ярык, располагается несколько туристических баз. В этом же районе есть пешеходный подвесной мост через Чулышман. Старый мост, построенный в 1980 году, был уничтожен наводнением весной 2014 года. Новый мост сдан в эксплуатацию осенью 2015 года.
Зачастую «Чулышман», «Долина Чулышман», «Долина реки Чулышман» используется в качестве синонимов и подразумевают долину реки Чулышман, зажатую в каньоне окружающих гор, а так же туристические достопримечательности, расположены в её пределах:
- Перевал Кату-Ярык
- Каменные грибы
- Водопад Куркуре
- Учар (Большой Чульчинский водоскат). Данная достопримечательность расположена на притоке Чулышмана (на реке Чульча), на достаточном удалении от реки Чулышман, однако его упоминание неразрывно связано с долиной Чулышмана.

## Притоки
расстояние от устья
- 7 км: Ачелман
- 13 км: Кайру
- 22 км: Башкаус — левый приток
- 38 км: Устюгико
- 44 км: Карасу
- 47 км: Чульча — правый приток
- 69 км: река без названия

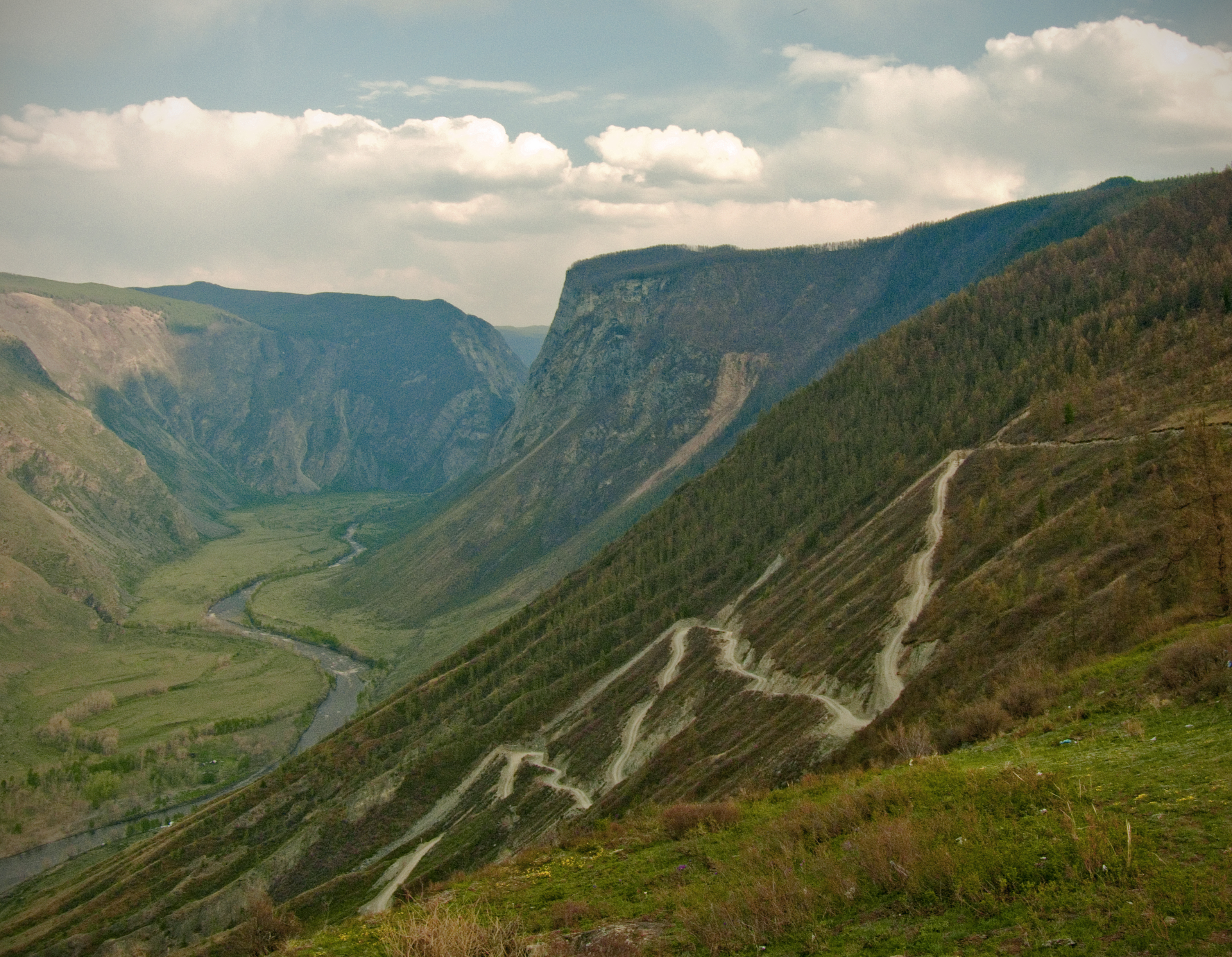
Перевал Кату-Ярык

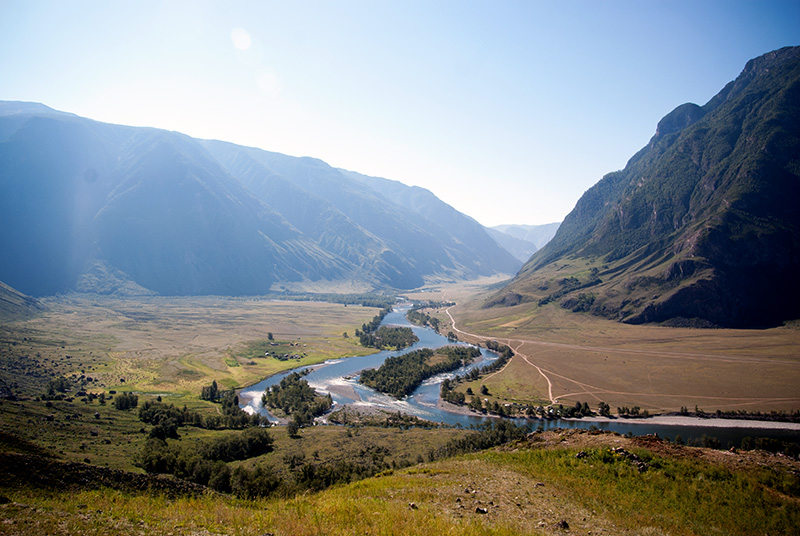
Долина реки Чулышман

- 78 км: Куркуре с одноимённым водопадом
- 83 км: Тайбулга
- 103 км: Телелю
- 104 км: Аксу
- 107 км: Шавла (Онгураш, Сай-Гоныш)
- 115 км: Сукбак (Сунбик, Кара-Су)
- 116 км: Нижний Кулаш
- 118 км: река без названия
- 120 км: Адулукем
- 124 км: Еланду
- 128 км: Средний Кулаш
- 132 км: Байдыш
- 133 км: Нижний Тартагай
- 135 км: Верхний Тартагай
- 139 км: Малый Каракем
- 143 км: Верхний Кулаш
- 145 км: Каракем
- 152 км: Майрык
- 153 км: Садеуртем
- 159 км: Куганду (Кугандух)
- 161 км: Муштуайры
- 164 км: Эбелю
- 166 км: Уанду
- 172 км: река без названия
- 182 км: Узун-Оюк
- 188 км: Тепшиоюк
- 195 км: река без названия
- 197 км: река без названия
- 198 км: Богояш
- 201 км: Тустуоюк
- 204 км: река без названия
- 205 км: Макату

## Данные водного реестра
По данным государственного водного реестра России относится к Верхнеобскому бассейновому округу, водохозяйственный участок озера — Телецкое, речной подбассейн реки — Бия и Катунь. Речной бассейн реки — (Верхняя) Обь до впадения Иртыша. Код — 13010100112115100001524.